# Facundo Moreira
Maximiliano Facundo Moreira Burgos (Montevideo, Uruguay, 27 de febrero de 1989) es un futbolista uruguayo. Juega como defensa central y su equipo actual es la Academia Cantolao de la Segunda División del Perú.

## Trayectoria
En el Campeonato Uruguayo de Primera División 2010-11 descendió de categoría con Miramar Misiones.
A inicios del 2017 juega con Cerro la Copa Libertadores. A fin de temporada parte a Venezuela para jugar por Metropolitanos F. C. para afrontar el campeonato local y la Copa Venezuela. Fue uno de los jugadores más destacados junto al argentino Gustavo Britos, quien fue el goleador del equipo. Con el Metropolitanos, logró salvarse del descenso.

### Caracas F. C.
El 3 de enero de 2018 se confirmó su vínculo con Caracas F. C. por una temporada, para afrontar el torneo local y la Copa Sudamericana 2018. Llega para sustituir al seleccionado venezolano Miguel Mea Vitali, quien pasó al retiro.
En la temporada 2023 descendió de categoría, al quedar último en la tabla acumulada del torneo con la Academia Cantolao. Jugó un total de 25 partidos en la temporada.
Renovó una temporada más con el delfín. Siendo el capitán de la temporada 2024. Sin embargo, fue eliminado en cuartos de final de los play off. Jugó un total de 25 partidos y logró anotar un gol.

## Clubes
| Club                 | País      | Año       |
| -------------------- | --------- | --------- |
| Miramar Misiones     | Uruguay   | 2008-2012 |
| Central Español      | Uruguay   | 2013      |
| Rentistas            | Uruguay   | 2013-2014 |
| Boston River         | Uruguay   | 2014-2015 |
| El Tanque Sisley     | Uruguay   | 2015-2016 |
| Cerro                | Uruguay   | 2016-2017 |
| Metropolitanos F. C. | Venezuela | 2017      |
| Caracas F. C.        | Venezuela | 2018      |
| Progreso             | Uruguay   | 2019      |
| Trujillanos F. C.    | Venezuela | 2019      |
| Cerro                | Uruguay   | 2020      |
| Deportivo Coopsol    | Perú      | 2021      |
| Metropolitanos F. C. | Venezuela | 2021-2022 |
| Academia Cantolao    | Perú      | 2023-     |